# 相模女子大学短期大学部
相模女子大学短期大学部（日语：／ Sagami Joshi Daigaku Tanki Daigakubu *）是一所位于日本神奈川県相模原市南区的私立短期大学。

## 概要

### 简介
- 学校最早可以追溯到1900年[1][2]。短期大学为于1951年开办[2]、由学校法人相模女子大学经营[3]。「高洁善美」为学园训。

### 历史
- 1951年 相模女子大学短期大学部成立并同时设置四个学科、以下列举。
  - 商科[注 1]
  - 日文科[注 2][注 3]
  - 英文科：停办于1954年。再成立于1966年[注 2][注 3]
  - 家政科
- 1970年 家政科分离为两个专攻、以下列举。
  - 家政专攻
  - 食物营养专攻[注 6]
- 1978年 家政科家政专攻分离为两个专攻、以下列举。
  - 生活造型专攻[注 4]
  - 生活经营专攻[注 5]
- 1999年 两个学科各自改名为、以下列举。
  - 英文科→ 英语英文科[注 2][注 3]
  - 家政科→生活学科

### 宪章
- 请参看相模女子大学短期大学部的标志 （页面存档备份，存于） （日語） 2014年5月7日阅览。

### 教育与研究
- 相模女子大学短期大学部的主要学科是食物营养学科。

## 学校环境
- 校区：在神奈川県相模原市南区

### 交通
- 小田急小田原线相模大野站下车。徒步12分。

## 历任校长
- 谷崎昭男：现在短期大学校长[4]

## 大学关系者之组织

### 大学关系者组织
- 相模女子大学短期大学部的同学会组织：大学之同样、「翠叶会」。

## 组织

### 学科
- 食物营养学科

### 前学科
| - 商科 - 日文科 - 英语英文科 - 生活学科 - 生活经营专攻 - 生活造型专攻 - 食物营养专攻 |

### 专科
| - 没有 |

### 业余课程
| - 没有 |

## 知名校友
- 松本悠佳：女模特儿
- 小西宽子：女演员、声优
- Nao：Maximum The Hormone的一员

## 相关链接
- 日本短期大学列表